# 創作版画

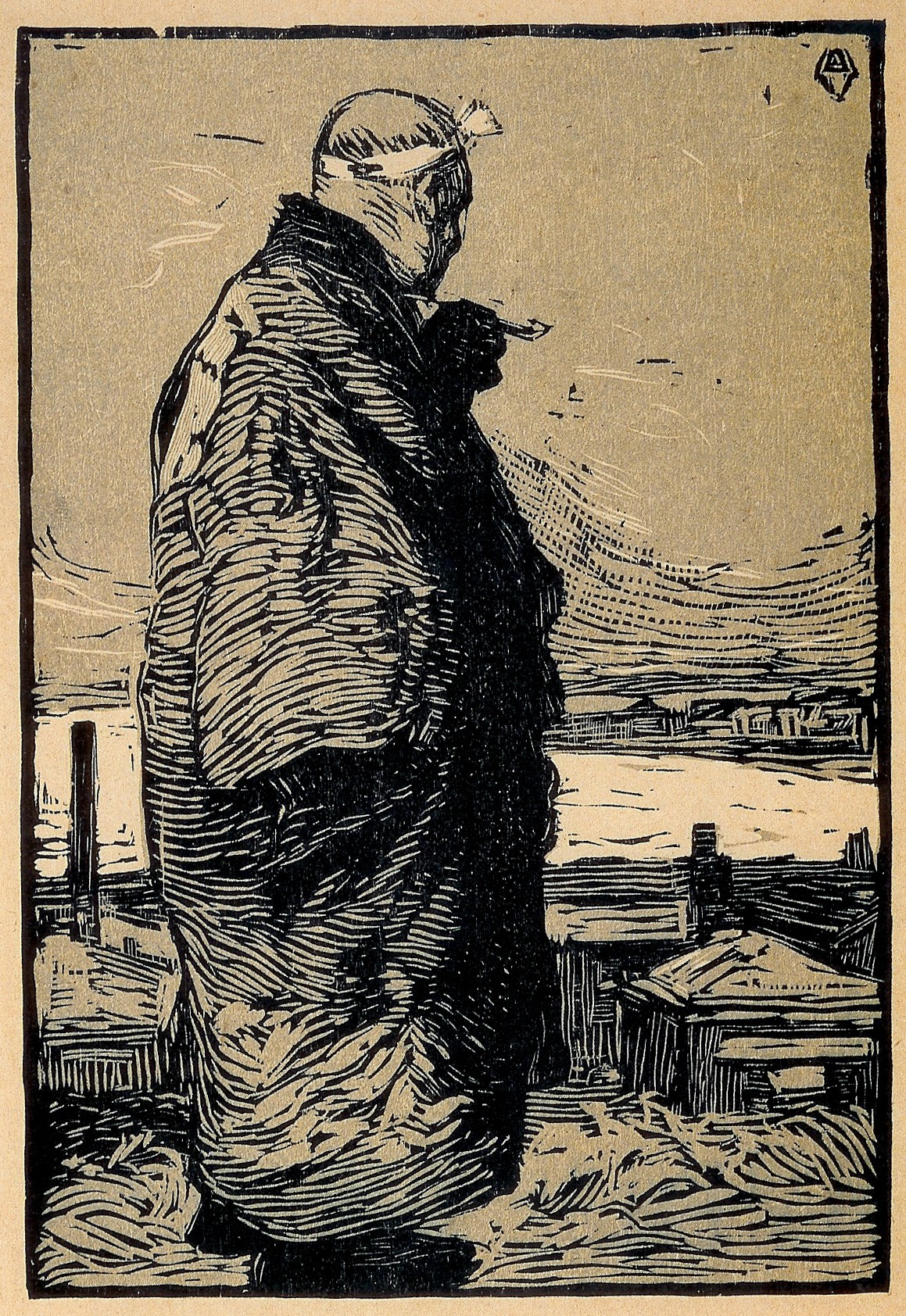
山本鼎「漁夫」1904年。創作版画の記念碑的作品とされる

創作版画（そうさくはんが）は、複製を目的とせず、版画独特の手法を創作表現の方法として活かした版画。１人の人間が彫りや摺りを行って創作される木版画のみを指すこともある。明治末期から大正期にかけて沸き起こった創作版画のムーブメント(アート・ムーブメント)を創作版画運動と言う。

## 概要

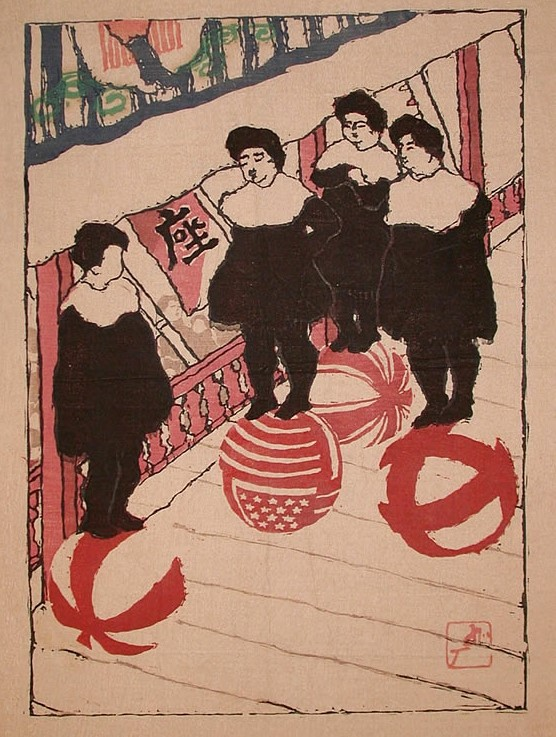
戸張孤雁「玉乗り」1914年

木版画は複製の有効な手段として広く普及し、江戸時代中期以降の錦絵（浮世絵）はその大衆性や日常性から大きなジャンルを形成した。錦絵は絵師・彫師・摺師の協業によって制作されたが、明治末期には複製の手段ばかりがクローズアップされ、木版画の創作的性格が薄められたため、その工業作品的な立場を反省し、非実用性や美術性を前面に押し出した。創作版画は基本的には下絵の作成・彫り・摺りのすべてをひとりの人間が行い（自画自刻自摺）、錦絵に由来する分業体制で制作されたものは新版画として区別された。ただし、初期のころは他者によって彫り、及び摺りの行われた作品も存在していた。

## 歴史

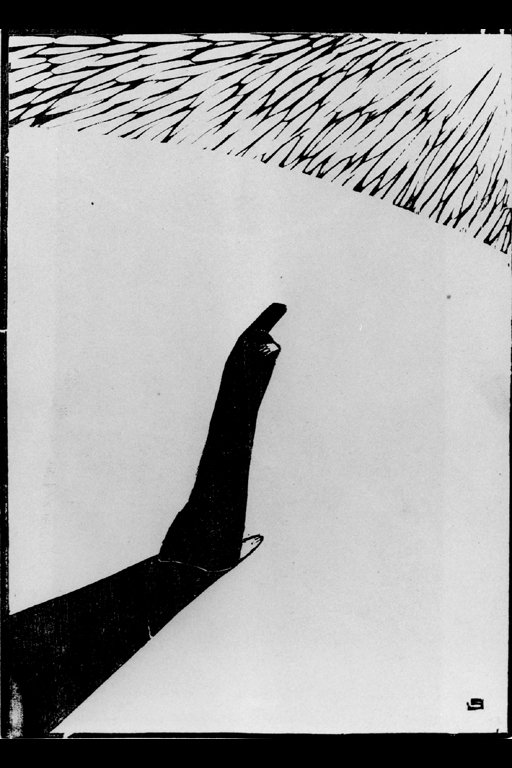
藤森静雄「月映」1915年

1904年（明治37年）に雑誌『明星』に掲載された山本鼎の『漁夫』が創作版画の記念碑的な作品とされている。それまでは工業・工芸作品であった木版画の芸術的位置づけを鮮明にし、1907年（明治40年）に山本、石井柏亭、森田恒友の3人によって刊行された雑誌『方寸』は創作版画の認知を促進。坂本繁次郎や高村光太郎も参加した『方寸』は4年ほどで廃刊になってしまったが、恩地孝四郎がこの流れを受け継ぎ、私淑していた竹久夢二の関係で1914年（大正3年）には恩地が田中恭吉、藤森静雄とともに3人が刊行した『月映』は抽象的な傾向も見せた。恩地による「叙情」シリーズは版画における日本で最も早期の抽象表現であった。
創作版画の草創期においてその制作方法は厳密ではなかったため、描く画家の意図さえ反映されていれば他刻他摺であっても、オリジナル作品であるとする柔軟性、曖昧性が認められた。1918年（大正7年）には山本、恩地、戸張孤雁、織田一磨らが日本で初めての版画家集団である日本創作版画協会を設立し、これは1931年（昭和6年）の日本版画協会に引き継がれた。大阪の銀行員だった中島重太郎は1916年に「青果堂」、翌1917年に「日本風景版画会」の屋号で企画版画の刊行を始め、1929年には「創作版画倶楽部」の名で版画誌を創刊、関東大震災から復興し始めた首都東京の風景を描いた多色刷りの『新東京百景』の頒布を始めた。
大正期には創作版画運動に対抗する形で、浮世絵商の渡邊庄三郎などが版元となって新版画運動が展開され、橋口五葉は『髪梳ける女』や『耶馬渓』などを制作した。1932年（昭和7年）には小野忠重や清水正博らを中心として新版画集団が結成され、版画の大衆化を唱えたが、戦争の足音が高まるにつれて運動は薄れていった。
日本版画協会の活動の結果、1927年（昭和2年）には初めて帝国美術院展覧会（帝展、現在の日展）に版画が受理され、1935年（昭和10年）には東京美術学校に臨時版画教室が設置された。これらのことから木版画の芸術性の評価がある程度定まったといえる。戦後には棟方志功と池田満寿夫がヴェネツィア・ビエンナーレ版画部門で最高賞を獲得するなど、版画の美術的名声が一気に高まり、創作版画という言葉は使われなくなっていった。

## 日本創作版画協会

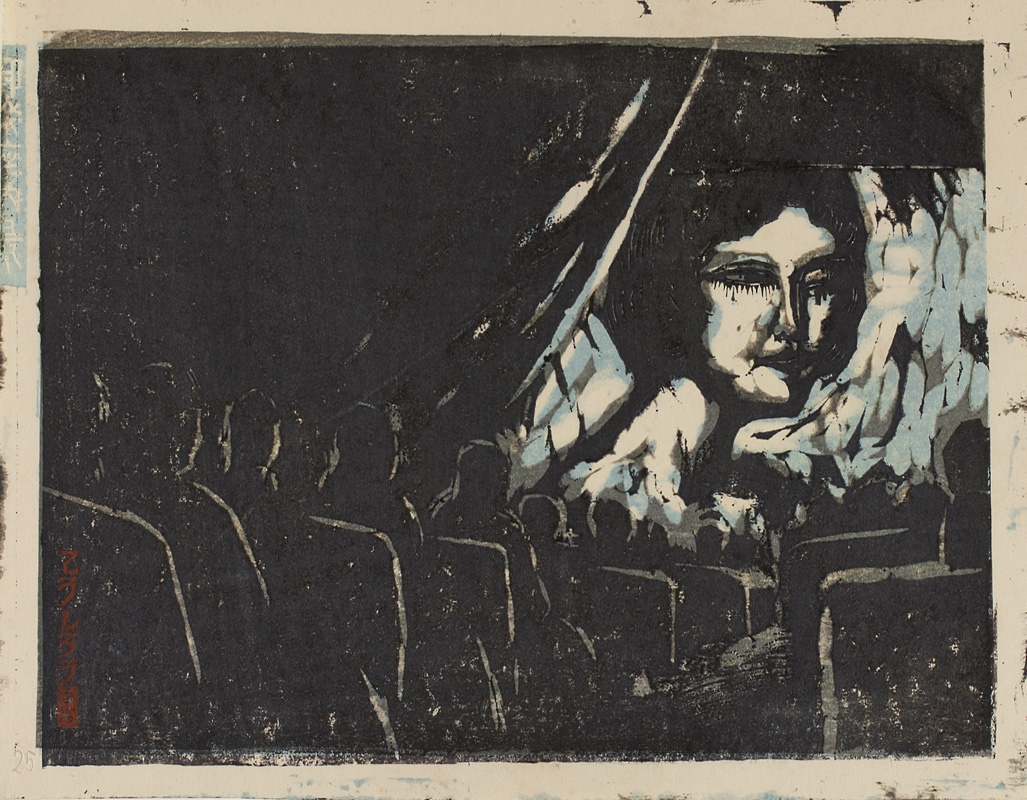
恩地孝四郎「映画館」『新東京百景』より

1918年設立。翌年の第1回展から1928年までに8回の展覧会を開き、1931年に洋風版画会を合わせて日本版画協会に改まった。会員・入選者には、画家の田辺至、彫刻家の戸張孤雁、版画家の山本鼎、織田一磨、恩地孝四郎、永瀬義郎、平塚運一、前川千帆、川上澄生、藤森静雄、石井鶴三、諏訪兼紀、逸見享、深沢索一、小泉癸巳男らがいた。

## 作品

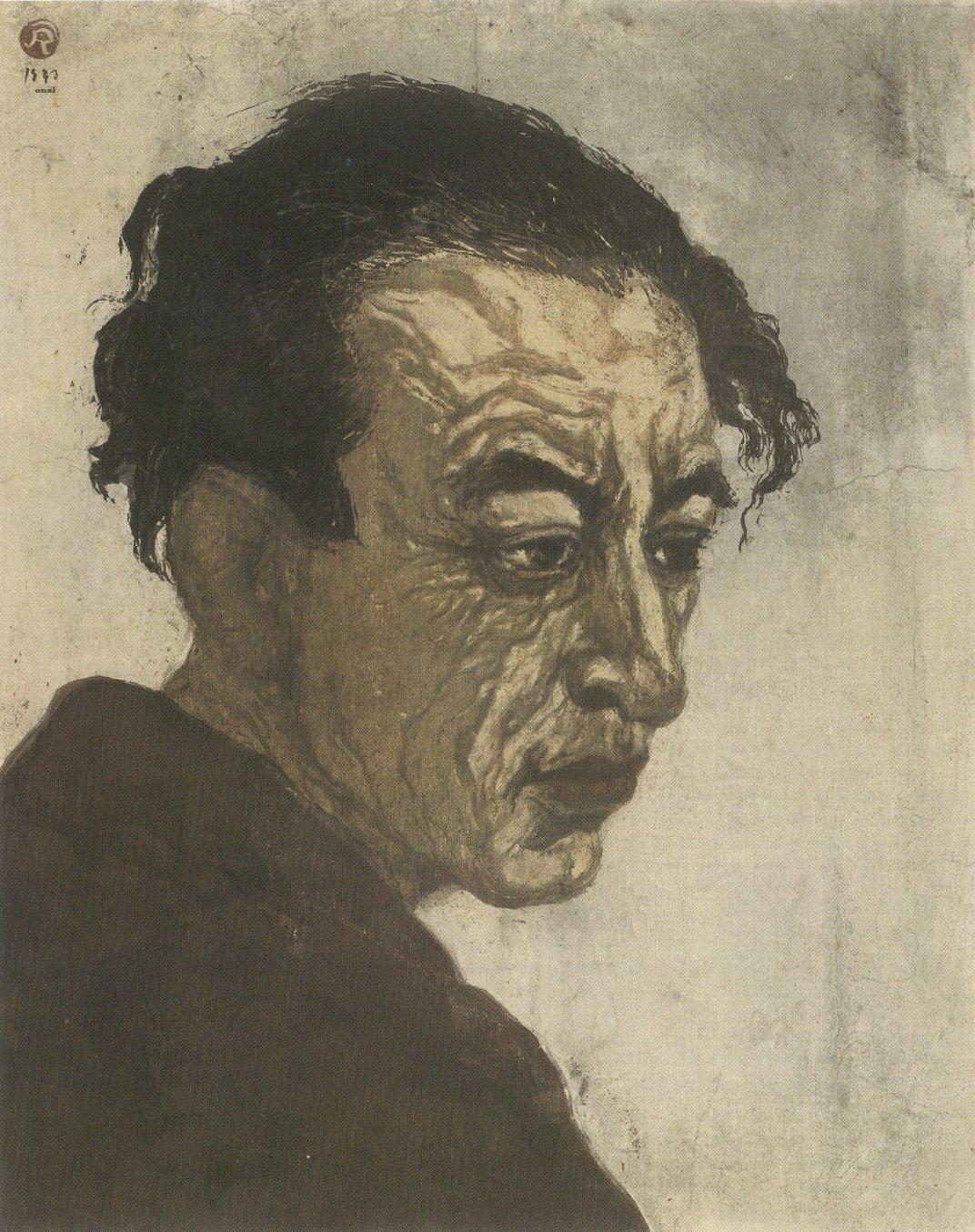
『「氷島」の著者（萩原朔太郎像）』 （1943年、恩地孝四郎作、東京国立近代美術館蔵[8]）
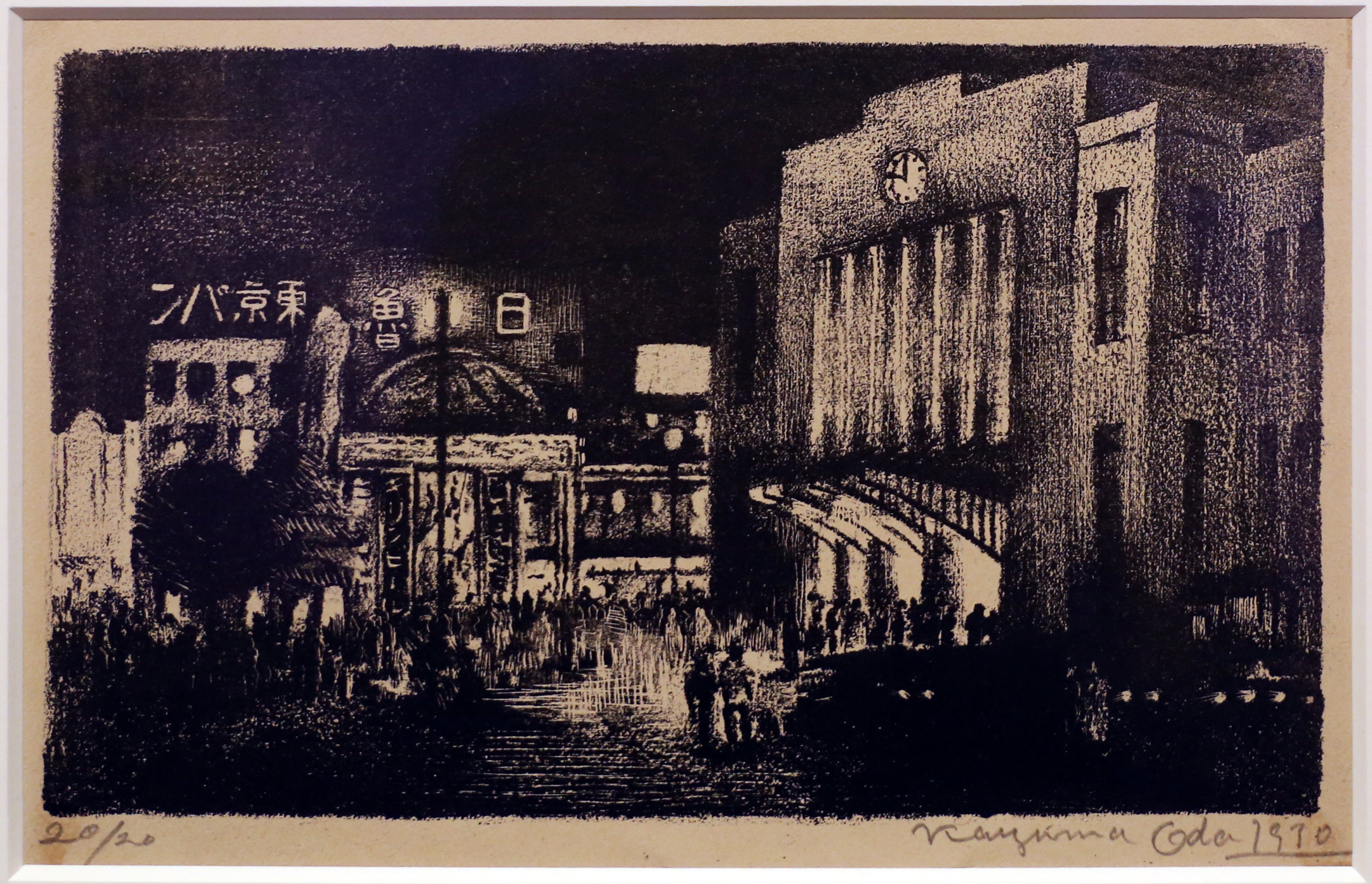
織田一磨「新宿駅」1930年
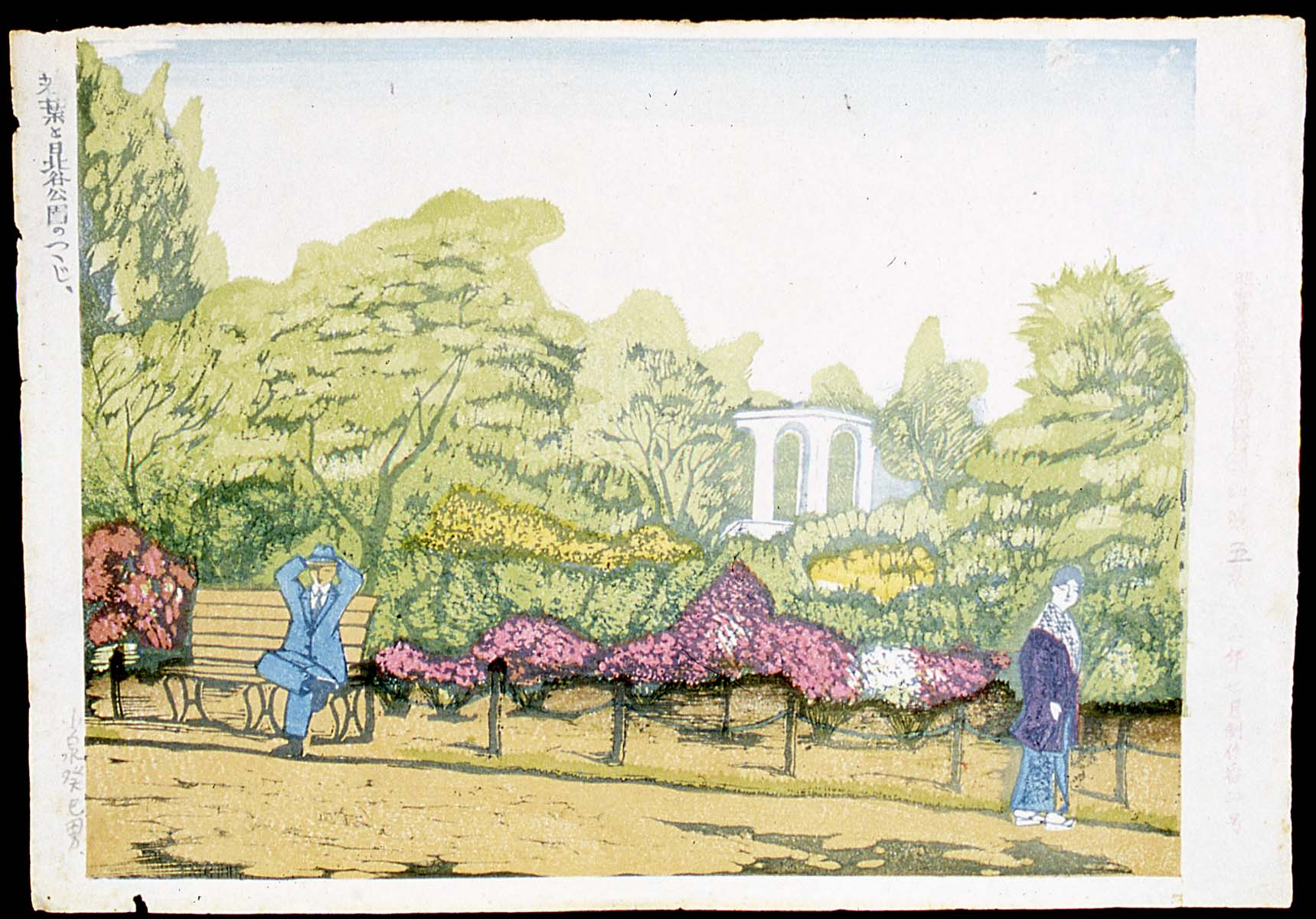
小泉癸巳男「日比谷公園」1930年

## 関連書
- 『創作版画誌の系譜: 総目次及び作品図版 1905-1944年』加治幸子編著. 中央公論美術出版, 2008